# Regeringen Mowinckel II
Regeringen Mowinckel II var en norsk regering som tillträdde 15 februari 1928. Statsminister var Johan Ludwig Mowinckel som ledde en ministär bestående av företrädare för det liberala partiet Venstre. Den avgick 12 maj 1931.